# Radek Novotný
Radek Novotný, född den 20 oktober 1974 i Hradec Králové, är en tjeckisk orienterare som tog VM-bons i stafett 2001.